# 庶妃唐氏
庶妃唐氏（亦稱為唐福晉），名綏赫 ，清朝順治帝之庶妃 。

## 生平
目前並不清楚唐氏是在何時被順治帝收為後宮主位。由於順治朝的福晉級嬪御多為蒙古王公之女，而小福晉級嬪御多為八旗出身，並且曾經為順治帝生育子女，因此唐氏的初始位份應為格格級。順治十六年十一月廿一日申時，生順治帝第六子奇授（康熙四年十一月初六日亥時夭折）。康熙八年，唐氏與順治帝的其他幾位遺孀一起遷居到長春宮。康熙九年，順治帝的遺孀內有六位小福晉，其中董鄂氏、 穆克圖氏和唐氏的待遇略高於其餘三位小福晉。康熙年間，唐福晉去世後，葬於孝東陵。
順治年間，揚州傳聞奉旨採買淑女時，順治帝特意澄清：「太祖、太宗制度，宮中從無漢女，且朕素奉皇太后慈訓，豈敢妄行。即天下太平之後，尚且不為，何况今日」，可見唐氏不太可能出身民籍。